# Henk Koesveld
Henk Koesveld (Goudswaard, 23 december 1958) is een Nederlands kinderboekenschrijver.

## Biografie

### Jeugd en opleiding
Koesveld werd geboren in Goudswaard en groeide op in een protestants gezin. Hij ging naar de pabo en studeerde daarna geschiedenis.

### Loopbaan
Na zijn studie werkte hij jarenlang in het onderwijs en is sinds 1992 als leraar geschiedenis op het Wartburg College locatie Marnix. In 1994 debuteerde hij zijn eerste kinderboek Rowan: een verhaal uit de middeleeuwen. Koesveld schrijft veel kinderboeken op het gebied van geschiedenis en later ook over het christelijke geloof. In 2002 maakte hij samen met Jaap Kramer het stripverhaal Bren en de Romeinen dat gaat over Nederland in de Romeinse tijd.

### Privé
Koesveld is getrouwd en heeft vijf kinderen.